# Chauliodus
Chauliodus Bloch & Schneider, 1801 è un genere di pesci abissali della famiglia Stomiidae. Sono detti anche "pesci vipera", dall'inglese viperfish. 

## Descrizione
I pesci del genere Chauliodus hanno lunghezze comprese tra i 30 e i 60 cm. Come altre specie di pesci abissali utilizzano organi bioluminescenti per la caccia alle proprie prede, dato che nell'habitat che frequentano la luce solare non riesce a penetrare: questi organi sono fotofori situati lungo il ventre. 

## Biologia
Le specie del genere Chauliodus vivono in acque batiali e quindi le loro abitudini sono poco note. Si trovano a profondità fra i 1000 e 4000 metri, dove la temperatura dell'acqua è mediamente di 4 gradi Celsius. Si pensa che i pesci vipera effettuino quotidianamente una migrazione verticale, dato che sono stati avvistati nella zona circalitorale durante le ore notturne. Questo spostamento sarebbe giustificato dalla ricerca di cibo.

## Dieta
I pesci vipera non hanno una preda di elezione: il contenuto dello stomaco degli esemplari catturati può contenere pesci lanterna o anche specie del genere Gonostomatidae; ciò suggerisce che attacchino qualsiasi preda incontrino. La loro colorazione scura li rende difficili da identificare nelle acque buie della zona batiale, il che ben si adatta al loro metodo di caccia: rimangono immobili per ore aspettando che una preda passi a portata di mandibola. La preda viene catturata ed uccisa grazie ad i lunghi denti aguzzi, prima di essere ingoiata intera. 

## Specie
Il genere Chauliodus comprende solo nove specie tuttora viventi:
- Chauliodus barbatus (Lowe, 1843).
- Chauliodus eximus
- Chauliodus danae Regan & Trewavas, 1929.
- Chauliodus dentatus Garman, 1899.
- Chauliodus macouni Bean, 1890.
- Chauliodus minimus Parin & Novikova, 1974.
- Chauliodus pammelas Alcock, 1892.
- Chauliodus schmidti (Regan & Trewavas, 1929).
- Chauliodus sloani Bloch & Schneider, 1801.
- Chauliodus vasnetzovi Novikova, 1972.

Almeno due altre specie fossili che vissero nel tardo Miocene vengono attribuite al genere:
- Chauliodus eximus, (Jordan, 1925), originally Eostomias eximus, ritrovato in California
- Chauliodus testa, Nazarkin, 2014, ritrovato nella parte occidentale dell'isola di Sakhalin[5]